# 西拉吉家族

西拉吉家族徽章

西拉吉家族（匈牙利语：horogszegi Szilágyi）是一个匈牙利贵族家族，其成员在匈牙利王国和外西凡尼亞公國担任过很多政治和军事要职。其後代在尼尔盖尔谢和尼尔米哈伊迪等地定居。